# 제51회 미국 감독 조합상
제51회 미국 감독 조합상은 1998년 뛰어난 활동을 보인 영화 감독을 기리기 위해 1999년 3월에 열린 시상식이다. 뉴욕, Century Plaza Hotel에서 개최되었다.

## 수상 및 후보

### 감독상(영화부문)
- 라이언 일병 구하기 - 스티븐 스필버그 수상

### 감독상(TV영화부문)
- 지아 - 마이클 크리스토퍼 수상

### 감독상(다큐멘터리부문)
- Jerry Blumenthal 수상

### 감독상(광고부문)
- Kinka Usher 수상

### 공로상
- Richard B. Armstrong 수상

### 로버트 B. 알드리치 상
- 아더 힐러 수상

### 프랑크 카프라 상
- Tom Joyner 수상

### 프랭크린 J. 샤프너 상
- Robert Caminiti 수상